# Хафса-султан
Хафса́-султа́н (1478/1479 — 19 марта 1534) — наложница османского султана Селима I, мать султана Сулеймана I и ещё нескольких детей. В правление сына носила титул валиде-султан.

## Имя, происхождение и титулование
В исторических документах и исследованиях мать султана Сулеймана I называют именами Хафса, Хафизе, Айше Хафса и Айше. Некоторые источники считали матерью Сулеймана I дочь крымского хана Менгли I Герая, носившую имя Айше, однако она не могла быть матерью султана, так как вышла замуж за Селима I только в 1511 году, тогда как Сулейман родился в 1494 году. Вероятно, из-за неверного мнения о том, что Айше была матерью Сулеймана I, и возникла путаница с именами.
Документальных подтверждений тому, что матерью Сулеймана I была крымчанка, нет; некоторые источники называют матерью Сулеймана I представительницу династии правителей Дулкадырогуллары, однако этому также нет никаких доказательств. Вероятнее всего Хафса-султан была европейкой, турчанкой или черкешенкой. Отцом Хафсы Алдерсон и Сакаоглу называют некоего Абдюлмуина, однако это имя (или имена Абдюлхай, Абдуррахман и другие производные от Абдуллы) записывали в гаремных книгах в качестве имени отца для всех наложниц при принятии ими ислама.
До введения титула валиде-султан матери султанов носили титул хатун, и хотя многочисленные источники называют мать Сулеймана Хафса-султан, вероятнее всего, при жизни её называли Хафса-хатун. Недждет Сакаоглу пишет, что Хафса стала последней матерью султана, носившей титул хатун, а Кэролайн Финкель отмечает, что первой женщиной, носившей титул валиде-султан официально, стала Нурбану-султан, мать султана Мурада III.

## Жизнь в гареме
О жизни Хафсы-султан известно мало. Достоверно известно, что скончалась она в возрасте 56 лет, исходя из чего примерной датой рождения будущей валиде-султан следует считать 1478 или 1479 год. Современники описывают Хафсу как очень красивую женщину. Её юность прошла в Трабзоне, где Селим I, тогда ещё шехзаде, был санджакбеем — губернатором провинции, готовившимся к управлению страной. 6 ноября 1494 года в Трабзоне родился предположительно единственный сын Хафсы — будущий султан Сулейман I.
В 1508—1509 годах Хафса сопровождала сына, когда он последовательно занимал посты санджакбея Шебинкарахисара и Болу. В 1509 году Сулейман был направлен дедом, султаном Баязидом II, в Крым на пост бейлербея Кефе, и Хафса также отправилась с ним. В начале 1512 года Баязид II отрёкся от престола в пользу Селима I; Хафса, теперь одна из наложниц султана, ненадолго прибыла в Стамбул, после чего вместе с сыном была отправлена в Манису, где Сулейман стал санджакбеем. Когда Селим I скончался в 1520 году и Сулейман I стал султаном, Хафса оказалась в столице Османской империи; в Стамбуле Хафса поселилась в Старом дворце, располагавшемся в районе квартала Беязыт, где возглавила гарем сына в качестве валиде-султан (также носила титул мехд-и улья — «колыбель великого султана»).
Эвлия Челеби в своей книге Сейяхатнаме («Книга путешествий») сообщает без указания причины, что в 1520 году султан Сулейман I отправил мать в Трабзон. Если в записях Эвлии Челеби нет ошибки, и он пишет именно о Сулеймане I, а не о Селиме I, то Хафса была отправлена в Трабзон с государственной миссией: ей была поручена организация новой административной единицы — Трабзонский эялет. Эвлия сообщает также, что отсюда Хафса отправила сыну несколько писем. Вместе с тем турецкие и зарубежные источники сообщают, что Хафса хоть и имела большое влияние на сына-султана, но не злоупотребляла им и выполняла лишь административную функцию во дворце, до конца своей жизни пытаясь помешать Хюррем-султан получить единоличное влияние над Сулейманом I и подавить соперничество между Хюррем и матерью старшего сына султана, шехзаде Мустафы, Махидевран-султан.
В архивах султанского дворца сохранилось несколько писем, отправленных Хафсой султанам Селиму I и Сулейману I. Одно из писем, подписанное «Валиде-и Султан Сулейман Шах» («мать султана Сулейман-шаха»), было адресовано Селиму, когда он был ещё шехзаде; в письме Хафса выражала надежду, что Селим займёт трон, и его ожидание не будет напрасным. Кроме того, это письмо показывает, что во времена пребывания Селима в Трабзоне Хафса была не с ним, а с сыном в санджаке. В 1522 году Хафса написала сыну письмо, а также приложила к нему письмо вдовы египетского наместника Хайыр-бея, с просьбой помочь той покинуть Египет; Хафса также была готова взять на себя расходы на переправку из Египта вдовы Хайыр-бея и взять её под своё покровительство в Стамбуле. В другом письме Хафса просит сына позаботиться о его двоюродных сёстрах Айше и Фатьме, дочерях шехзаде Алемшаха, которые стали круглыми сиротами после смерти матери. Историки, исследовавшие письма Хафсы, пришли к выводу, что она была сострадательной и доброжелательной.
На посту валиде Хафса пробыла тринадцать лет, пять месяцев и двадцать семь дней. Она скончалась в Стамбуле 19 марта 1534 года; историк Мехмед Сюрейя-бей указывает годом смерти Хафсы 1539 год, однако, вероятно, эта дата является ошибочной. Мать султана Сулеймана I была похоронена в саду мечети султана Селима Явуза в Фатихе, Стамбул; позднее по приказу Сулеймана I над могилой его матери был воздвигнут мавзолей, в котором после 1536 года была похоронена одна из дочерей Хафсы — Хатидже-султан. Также, согласно записям в Хадикатю’ль джевами, в мавзолее Хафсы были похоронены трое маленьких сыновей Сулеймана I — Мурад, Махмуд и Абдулла — и одна из гаремных женщин.

### Потомство
Достоверно неизвестны количество и имена детей султана Селима I от Хафсы. Помимо Сулеймана I, Хафса считается матерью Хатидже-султан (ум. после 1536), Фатьмы-султан (ум. после 1553) и Бейхан-султан (ум. до 1559).

## Благотворительность
Как и многие матери султанов Хафса занималась благотворительностью. Вакуфы Хафсы-султан действовали в Манисе, Бурсе и Ментеше. Она также построила гостиницу на пути из Стамбула в Эдирне, вблизи которой позднее расцвёл город Хавса, мечеть в Перкане, мечеть и хаммам в Мармарисе, медресе и имарет в Трабзоне.
Наибольший её вклад остался в Манисе: здесь ею в 1522 или 1523 году был построен комплекс, состоящий из трёхкупольной мечети, медресе, мектеба, обители дервишей и имарета, а уже после смерти Хафсы по приказу Сулеймана I были построены хаммам (1538) и лечебница (1539). Комплекс занимал важное социальное и экономическое место в жизни города и представляет собой классический образец османской архитектуры. Согласно записям вакуфа, комплекс был построен Тимурташоглу Али-беем в районе садов Манисы так, чтобы город мог расширяться в сторону окраин. К западу от мечети были выстроены 20 домов, владельцы которых освобождались от уплаты любых монопольных налогов. Со временем был сформирован район, определявший направление развития города. В июне-июле 1523 года Хафсой-султан был учреждён вакуф, назначены его управляющие и источники дохода. К 1531 году в работниках фонда числилось 117 человек. В мечети было два имама, проповедник, четыре муэдзина и другие служащие. Пищу в имарете, в котором трудилось 20 человек, подавали регулярно: согласно данным вакуфных книг, ежегодное потребление мяса имаретской кухни составляло 16 627 килограмм, а потребление пшеницы — 91 500 килограмм. В обители дервишей постоянно проживало девять человек. В медресе преподавало до десяти человек, получавших зарплату 2 акче в день. В вакуфных книгах за 1575 год сообщается о назначении ответственных за работу построек в западной части комплекса: здесь числились главный лекарь, второй лекарь, руководитель лечебницы, глазной врач, хирург и помощник руководителя. В 1559 году были произведены ремонт и реконструкция некоторых зданий комплекса. К 1960 годам под действием естественных причин была разрушена большая часть комплекса; в 1969 году Главное управление фондами восстановило часть разрушенных строений, кроме имарета и обители дервишей, которые не подлежали восстановлению.

## Фестиваль в Манисе
С именем Хафсы-султан связан ежегодный фестиваль «Маниса месир маджуну». Согласно легенде, когда Хафса пребывала в Манисе, она заболела. К постели больной был вызван главный лекарь султанского двора Муса бин Муслихиддин бин Кылыч (ум. 1552), который создал лечебную пасту из 41 сорта трав, исцелившую Хафсу. Мать Сулеймана I пожелала, чтобы пасту раздали всем желающим повсеместно. Позднее раздача мази была превращена в фестиваль, который проходит в праздник Новруз.

## В культуре

### Телевидение
- В украинском телесериале «Роксолана» (1997) роль матери Сулеймана, Айше Хафсы-султан, исполнила Татьяна Назарова[24].
- В турецком историко-драматическом телесериале «Хюррем Султан» (2003) мать султана не называется по имени, а только по титулу. Роль исполнила Дениз Тюркали[тур.][25].
- В турецком историко-драматическом телесериале «Великолепный век» (2011—2012) мать султана Сулеймана I носит имя Айше Хафса-султан и объединяет биографии Хафсы и Айше-хатун, дочери крымского хана Менгли I Гирея. Роль исполнила Небахат Чехре[26].